# Антигорит
Антигори́т — минерал подкласса слоистых силикатов, группы серпентина, Mg6(Si4О10)(OH)8.

## История
Назван по месту находки — Антигорио, Италия.
Впервые был описан Э. Швейцером (E. Schweizer) в 1840 году.

## Описание
Содержит 43,0 % MgO; 44,1 % SiO2 и 12,9 % Н2О. Fe и Ni могут замещать Mg, а Al — Si. Кристаллизуется в моноклинной сингонии. Листоватые, чешуйчатые, плотные агрегаты. Зелёный, голубовато-зелёный, белый. Блеск матовый, стеклянный, восковой, жирный. Черта белая. Спайность весьма совершенная по {001}, ясная по {010}. Излом раковистый, занозистый. Твёрдость 2,5-3,5. Плотность 2,5-2,7.
Встречается в гидротермально-измененных ультраосновных и карбонатных горных породах. Ассоциируется с хромитом, магнетитом, минералами группы оливина и другими. Полупрозрачный, окрашенный в светло-зеленые или темно-зеленые цвета, часто используется как декоративный камень и высоко ценится как строительный материал. Его сочетание с белым мрамором дает пятнистую красивую расцветку и называется «античная зелень».